# Juraj Kucka
Juraj Kucka (* 26. února 1987, Bojnice) je slovenský fotbalový záložník a bývalý reprezentant, od července 2025 působící jako amatér ve slovenském klubu FC Baník Prievidza. Mimo Slovensko působil na klubové úrovni v Česku, Itálii, Turecku a ve Velké Británii (Anglii). Účastník MS 2010 v Jihoafrické republice, EURA 2016 ve Francii, EURA 2020 ve více státech a EURA 2024 v Německu. Stal se historicky prvním reprezentantem Slovenska, který si na dres dal místo příjmení přezdívku (dle pravidel UEFA tzv. shirt name). Od EURA 2016 ve Francii nosí na zádech přezdívku Kuco. Jeho fotbalovým vzorem je bývalý anglický záložník Paul Scholes. Fotbal hráli i jeho otec a dva bratři.

## Klubová kariéra
Svoji fotbalovou kariéru začal v pěti letech v Baníku Prievidza, odkud v žácích přešel nejprve do Junior Radvaň a následně do mužstva FO ŽP ŠPORT Podbrezová. V mládí hrál i lední hokej. V ročníku 2004/05 si připsal první starty za "áčko" Podbrezové tehdy působící ve 2. slovenské lize, hrál však nadále také za dorost.

### MFK Ružomberok
V lednu 2007 přestoupil do tehdy prvoligového klubu MFK Ružomberok. Ve slovenské nejvyšší lize debutoval za Ružomberok 11. března 2007. V týmu působil dva roky, během kterých dal osm branek ve 48 zápasech.

### AC Sparta Praha
Na konci roku 2008 byl na zkoušce v anglickém mužstvu Birmingham City FC, ale nakonec odešel na přestup do Česka a podepsal tříletou smlouvu se Spartou Praha, kam ho doporučil její někdejší kouč Michal Bílek, který Kucku stejně jako několik dalších českých trenérů v Ružomberku vedl. Ve Spartě hrál na hranici sebeobětování, nevypustil žádný souboj. Byl také nejvytíženějším mužem v kádru a postupně se vypracoval mezi největší osobnosti ligy.

#### Sezóna 2008/09
Svůj první ligový start si zde připsal v 17. kole hraném 22. 2. 2009 proti Sigmě Olomouc (výhra 1:0), odehrál celý zápas. Poprvé v lize během této sezony za Spartu skóroval o 14 dní později v souboji s Viktorii Žižkov (výhra 2:1), když ve 31. minutě zvyšoval na 2:0. Svůj druhý ligový gól v sezoně za pražský celek zaznamenal v 22. kole, kdy v domácím zápase se Slovanem Liberec srovnával v 74. minutě krátce po brance soupeře na konečných 1:1. Následně se střelecky prosadil proti Viktorii Plzeň a pomohl svému zaměstnavateli k výhře 2:0.

#### Sezóna 2009/10
Se Spartou se na podzim 2009 představil v základní skupině K Evropské ligy UEFA 2009/2010, kde s pražským klubem skončil v konfrontaci s týmy PSV Eindhoven (Nizozemsko), FC Kodaň (Dánsko) a CFR Kluž (Rumunsko) se ziskem sedmi bodů na třetím místě tabulky, což na postup nestačilo. Kucka střelil ve skupinové fázi v pěti utkáních jednu branku, konkrétně v prvním střetnutí s Kluží.
Své první tři góly v lize v sezoně vsítil ve 22. a 23. kole, kdy skóroval dvakrát v souboji s mužstvem 1. FC Brno (výhra 3:0) a jednou proti Viktorii Plzeň (remíza 1:1). Počtvrté a popáté v ročníku se trefil ve 14. a v 77. minutě proti Slovanu Liberec při venkovní remíze 2:2. V sezóně 2009/10 získal se Spartou Praha český titul.

#### Sezóna 2010/11
V létě 2010 porazila Sparta v prvním ročníku Českého Superpohár, tehdejšího vítěze domácího poháru Viktorii Plzeň v poměru 1:0 a získala tak tuto trofej. Kucka sice v utkání nehrál, ale jelikož byl součástí celku, náleží zisk poháru i jemu. Se Spartou postoupil v podzimní části ročníku přes lotyšský klub FK Liepājas Metalurgs (výhry 3:0 venku a 2:0 doma), Lech Poznań z Polska (výhra 2x 1:0) do čtvrtého předkola - play-off Ligy mistrů UEFA 2010/2011, kde se spoluhráči nepřešli přes slovenský tým MŠK Žilina po prohrách 0:2 doma a 0:1 venku a museli se spokojit s účastí ve skupinové fázi F Evropské ligy UEFA 2010/2011, kde měli za soupeře: US Città di Palermo (Itálie), PFK CSKA Moskva (Rusko) a FC Lausanne-Sport (Švýcarsko). Kucka se v základní skupině trefil v prosinci 2010 v zápase proti domácímu Palermu, v 62. minutě si naskočil na centrovaný míč z pravé strany a hlavou srovnal stav utkání na konečných 2:2. Tato branka znamenal postup Sparty do jarních vyřazovacích bojů (zajistila si jej v předstihu před posledním utkáním skupiny s PFK CSKA Moskva), kde narazila na anglický klub Liverpool FC. V dvojzápase s tímto protivníkem ale hráč nenastoupil, jelikož v zimě odešel.

### FC Janov
V lednu 2011 uzavřel Kucka kontrakt s týmem FC Janov na 4,5 roku, o šest měsíců později si Janov dohodl s Interem Milán na podílu na právech za Kucku a brankáře Emiliana Viviana (Inter). V červnu 2012 se Inter svých práv na Kucku zřekl výměnou za Samuela Longa.

#### Sezóna 2010/11
Za janovský klub debutoval v lize 16. ledna 2011 ve 20. kole v souboji s mužstvem Udinese Calcio (prohra 2:4), odehrál celý zápas. 6. 2. 2011 byl zvolen fanoušky mužem zápasu po remíze 1:1 s klubem AC Milán. Juraj se dobře začlenil do italského družstva díky výborné fyzičce a fotbalovému myšlení.

#### Sezóna 2011/12
18. září 2011 vstřelil za Janov svůj první ligový gól při výhře 2:1 na hřišti Lazia Řím. Podruhé v ročníku se střelecky prosadil v devátém kole v souboji s týmem AS Řím, když v 89. minutě dával na konečných 2:1.

#### Sezóna 2012/13
Ve druhém kole sezóny 2012/2013 Kucka vstřelil ve 26. minutě úvodní branku proti domácí Calcio Catanii, na vítězství to však nestačilo a Janov prohrál 2:3. 21. října 2012 v utkání osmého. kola otevíral skóre zápasu proti mužstvu AS Řím, domácí FC Janov nakonec prohrál výsledkem 2:4. Následně skóroval až v jarní části ročníku, když v souboji s Udinese Calcio vsítil ve 33. minutě jediný a tudíž vítězný gól střetnutí.

#### Sezóna 2013/14
Začátkem listopadu 2013 v 11. ligovém kole Serie A sezóny 2013/14 vstřelil vítěznou branku proti Laziu Řím, FC Janov vyhrál venku 2:0. O týden později se trefil podruhé, když gólem přispěl k vítězství Janova 2:0 nad Hellasem Verona. V prosinci 2013 v zápase proti Cagliari Calcio si vážně poranil koleno, kvůli jehož zranění již do konce sezony nenastoupil. 

#### Sezóna 2014/15
Svoji první branku v lize v sezoně 2014/15 zaznamenal v desátém kole, kdy se při vítězství na hřišti soupeře trefil v 87. minutě a dával díky tomu na konečných 4:2 proti Udinese Calcio. Následně si připsal gól v předposledním kole hraném 23. 5. 2015 a podílel se domácím vítězství 3:2 nad Interem Milán.

### AC Milán

#### Sezóna 2015/16
V srpnu 2015 podepsal čtyřletou smlouvu s italským klubem AC Milán, ačkoli byl na spadnutí přestup do tureckého celku Beşiktaş JK z Istanbulu. Ještě předtím odehrál jeden ligový duel za Janov. Svůj premiérový start v Serii A za AC Milán si odbyl ve druhém kole proti týmu Empoli FC a při výhře 2:1 doma přišel na trávník na druhý poločas. Poprvé a zároveň i naposledy v ročníku vsítil branku 9. ledna 2016, když v souboji s mužstvem AS Řím srovnával v 50. minutě na konečných 1:1. Na jaře 2016 došel s milánským klubem až do finále Italského poháru 2015/2016, kde však se spoluhráči podlehli týmu Juventus FC z Turína 0:1 po prodloužení.

#### Sezóna 2016/17
Svoji první ligovou branku v sezoně si připsal v duelu s mužstvem AC ChievoVerona (výhra 3:1), když ve 45. minutě otevřel střelecký účet zápasu. 23. prosince 2016 zvítězil s AC Milán v Italském superpoháru 2016 hraném v katarském městě Dauhá proti Juventusu FC 2:1 po penaltách, k triumfu přispěl proměněným pokutový kopem v penaltovém rozstřelu. Podruhé v ročníku v lize se trefil ve 21. kole hraném 21. 1. 2017 v souboji s klubem SSC Neapol, ale domácí porážce 1:2 nezabránil. Svůj třetí ligový gól v sezoně dal 19. února 2017 proti celku ACF Fiorentina (výhra 2:1).

### Trabzonspor
V červenci 2017 přestoupil údajně za 130 milionů Kč do tureckého Trabzonsporu, kde uzavřel tříletý kontrakt. Sešel se zde se svým krajanem Jánem Ďuricou. Debut v lize v dresu Trabzonsporu absolvoval v úvodním kole v souboji s Konyasporem, nastoupil na celý zápas a podílel se na domácí výhře 2:1. Poprvé v lize zde vsítil branku v deváté minutě proti týmu Göztepe SK (prohra 2:3). Svůj druhý ligový gól v sezoně zaznamenal 22. 9. 2017 v šestém kole v souboji s Alanyasporem (prohra 3:4), když v desáté minutě otevřel střelecký účet utkání. Následně skóroval 1. dubna 2018 proti mužstvu Galatasaray SK, když v 90. minutě snižoval na konečných 1:2. V Trabzonsporu byl i na podzim 2018, ale branku tehdy nedal.

### Parma Calcio 1913

#### Sezóna 2018/19
V zimním přestupovém období ročníku 2018/19 odešel za pět milionů € zpět do Itálie, kde podepsal smlouvu do léta 2022 s klubem Parma Calcio 1913. První start za Parmu si připsal ve 20. kole v souboji s týmem Udinese Calcio (výhra 2:1), na trávník přišel v 73. minutě. Poprvé v ročníku rozvlnil síť soupeřovy "svatyně" v duelu s mužstvem Cagliari Calcio ve 40. minutě, se svým zaměstnavatelem nicméně podlehl protivníkovi 1:2. Následně se trefil proti svému bývalému klubu z Janova, kdy ve 27. kole hraném 9. března 2019 dal jedinou a tudíž vítěznou branku střetnutí. Svůj třetí a čtvrtý gól v sezoně vsítil ve 34. a 35. kole v soubojích s kluby AC ChievoVerona (remíza 1:1) a UC Sampdoria (remíza 3:3).

#### Sezóna 2019/20
Poprvé v ročníku zaznamenal branku 20. 10. 2019 proti FC Janovu a podílel se na vysokém vítězství 5:1 nad tímto soupeřem. Následně jediným gólem z 21. minuty rozhodl zápas se Sampdorií. Svůj třetí přesný střelecký zásah v sezoně dal ve 22. kole 1. února 2020 v souboji s celkem Cagliari Calcio při remíze 2:2. Ve 25. kole proti týmu Turín FC srovnával ve 31. minutě na konečných 1:1. 5. 7. 2020 v souboji s Fiorentinou (prohra 1:2) a o tři dny později proti mužstvu AS Řím (prohra 1:2) skóroval popáté a pošesté v ročníku.

#### Sezóna 2020/21
Svoji první branku v sezoně si připsal v souboji se Spezií Calcio, když v nastavení druhého poločasu vyrovnával z penalty na konečných 2:2. Podruhé v ročníku skóroval v 57. minutě ve 14. kole hraném 22. prosince 2020 proti mužstvu FC Crotone (prohra 1:2) V 18. kole v souboji s klubem US Sassuolo Calcio otevřel ve 37. minutě střelecký účet utkání, avšak s Parmou nakonec náskok neudržel a střetnutí skončilo remízou 1:1. Další dva góly vstřelil proti týmům Hellas Verona FC (prohra 1:2) a Udinese Calcio (remíza 2:2). Svoji šestou ligovou branku v sezoně zaznamenal 7. 3. 2021 při přestřelce 3:3 s Fiorentinou. Posedmé v ročníku rozvlnil síť soupeřovy "svatyně" 17. dubna 2021 ve 31. minutě v duelu s mužstvem Cagliari Calcio (prohra 3:4). Na jaře 2021 hrál se svým zaměstnavatel o záchranu, která se nezdařila a jeho klub sestoupil do Serie B.

### Watford FC (hostování)
Před sezonou 2021/22 zamířil z Parmy na roční hostování do Anglie do celku Watford FC, tehdejšího nováčka Premier League. Ligový debut zde absolvoval v úvodním kole v souboji s 
Aston Villou (výhra 3:2), na hrací ploše vydržel do 69. minuty. Svůj první a zároveň jediný gól v lize během toho působení zaznamenal v duelu s klubem Everton FC (výhra 5:2), když v 78. minutě srovnával na průběžných 2:2. V jarní části byl u sestupu Watfordu do druhé nejvyšší anglické soutěže.

### ŠK Slovan Bratislava

#### Sezóna 2022/23
V červnu 2022 se vrátil po mnoha letech do vlasti a uzavřel dvouletou smlouvu se Slovanem Bratislava, úřadujícím mistrem ligy. Se Slovanem postoupili po domácí remíze 0:0 a venkovním vítězství 2:1 po prodloužení přes Dinamo Batumi z Gruzie do druhého předkola Ligy mistrů UEFA 2022/23, v němž však nestačili po výhře 2:1 venku a prohře 1:4 doma na maďarský celek Ferencvárosi TC z hlavního města Budapešti. Následně nepřešli ani po přesunu do třetího předkola Evropské ligy UEFA 2022/23 přes Olympiakos Pireus z Řecka (remíza 1:1 venku a prohra 2:3 doma po penaltovém rozstřelu), avšak se spoluhráči hráli ještě ve čtvrtém předkole - play-off Evropské konferenční ligy UEFA 2022/23 proti bosenskému týmu HŠK Zrinjski Mostar, kde po venkovní prohře 0:1 a výhře 3:1 po rozstřelu z pokutových kopů vybojovali postup do skupinové fáze této soutěže. Se Slovanem Bratislava byli zařazeni do základní skupiny H, kde v konfrontaci se soupeři: FC Basilej (Švýcarsko) - (výhra 2:0 venku a remíza 3:3 doma), FK Žalgiris (Litva) - (remíza 0:0 doma a výhra 2:1 venku) a FC Pjunik Jerevan (Arménie) - (prohra 0:2 venku a výhra 2:1 doma) s ním postoupili se ziskem 11 bodů jako vítěz skupiny poprvé v novodobé historii Slovanu do jarní vyřazovací fáze některé evropské pohárové soutěže. V ní ale se Slovanem Bratislava vypadli po penaltovém rozstřelu v osmifinále s Basilejí. Kucka celkem v tomto ročníku pohárové Evropy odehrál 15 utkání, ve kterých vstřelil dvě branky a to v základní skupině a osmifinále s Basilejí.
Ligovou premiéru v dresu Slovanu si připsal 16. 7. 2022 v prvním kole při prohře 1:2 s Podbrezovou, na trávník přišel v 58. minutě namísto Siemena Voeta. Poprvé se zde prosadil v následujícím kole v lize v souboji s mužstvem AS Trenčín (výhra 4:0), když v 82. minutě zvyšoval na průběžných 3:0. Svůj druhý přesný ligový zásah v sezoně vsítil 14. srpna 2022 proti Tatranu Liptovský Mikuláš, když v 84. minutě dával na konečných 5:1. Potřetí a počtvrté v ročníku zaznamenal góly v duelech se Zemplínem Michalovce (výhra 1:0) a klubem MFK Skalica. Následně rozvlnil síť soupeřovy branky v 19. kole hraném 12. února 2023 v souboji s týmem FC DAC 1904 Dunajská Streda, když v 68. minutě srovnával na konečných 1:1. Svůj šestý gól v lize v této sezoně si připsal 4. 3. 2023 v 17. minutě v derby se Spartakem Trnava při domácí výhře 4:1. Na konci ročníku získal se Slovanem Bratislava titul, který byl pro mužstvo již historicky pátý v řadě.

#### Sezóna 2023/24
Se Slovanem postoupili přes lucemburský klub FC Swift Hesper (remíza 1:1 doma a výhra 2:0 venku) a celek HŠK Zrinjski Mostar z Bosny a Hercegoviny (výhra 1:0 venku a remíza 2:2 doma) do třetího předkola Ligy mistrů UEFA 2023/2024, ve kterém vypadli po prohrách 1:2 doma a 1:3 venku s izraelským týmem Makabi Haifa FC a byli přesunuti do čtvrtého předkola - play-off Evropské ligy UEFA 2023/2024, ve kterém nepostoupili po domácí výhře 2:1 a prohře 2:6 venku přes mužstvo Aris Limassol z Kypru a kvalifikovali se tak do skupinové fáze Evropské Konferenční ligy UEFA 2023/2024. Se Slovanem Bratislava byli zařazeni do základní skupiny A, kde v konfrontaci s mužstvy Lille OSC (Francie) - (prohra 1:2 venku a remíza 1:1 doma), NK Olimpija Lublaň (Slovinsko) - (výhra 1:0 venku a prohra 1:2 doma) a KÍ Klaksvík (Faerské ostrovy) - (výhry doma i venku 2:1). skončili se ziskem deseti bodů na druhém místě tabulky a podruhé za sebou postoupili do jarní vyřazovací části této soutěže. V ní však vypadli se spoluhráči již v šestnáctifinále po prohrách 1:4 venku a 0:1 doma se Sturmem Graz z Rakouska. Celkem v této sezoně pohárové Evropy nastoupil Kucka ke 14 střetnutím, v nichž dal dvě branky, konkrétně v odvetě s Klaksvíkem.
Poprvé v ročníku se prosadil 29. října 2023 v souboji s klubem FC Košice (výhra 4:0), když zvyšoval na průběžných 3:0. Svůj druhý ligový gól v sezoně zaznamenal v 15. kole proti Zemplínu Michalovce při venkovním vítězství 2:0. Potřetí v ročníku dal branku v souboji s ViOnem Zlaté Moravce – Vráble (výhra 4:1), když v 16. minutě střelecký účet zápasu. V květnu 2024 podepsal s vedením Slovanu Bratislava novou smlouvu na dobu jednoho roku. Na jaře 2024 pomohl Slovanu k šestému ligovému titulu v řadě a celkově jubilejnímu 30. v historii týmu.

#### Sezóna 2024/25
Se Slovanem Bratislava postoupil na podzim 2024 přes severomakedonské mužstvo FC Struga (výhry 4:2 doma a 2:1 venku), klub NK Celje ze Slovinska (remíza 1:1 venku a výhra 5:0 doma), tým APOEL FC z kyperského města Nikósie (výhra 2:0 doma a remíza 0:0 venku) a celek FC Midtjylland z Dánska (remíza 1:1 venku a výhra 3:2 doma) z prvního předkola až do hlavní části Ligy mistrů UEFA 2024/2025, do které se bratislavské mužstvo dostalo poprvé ve své historii. V ligové fázi tehdy hrající se novým formátem se se spoluhráči střetli s kluby Manchester City FC (Anglie) - (prohra 0:4 doma), FC Bayern Mnichov (Německo) - (prohra 1:3 venku), Atlético Madrid (Španělsko) - (prohra 1:3 venku), AC Milán (Itálie) - (prohra 2:3 doma), GNK Dinamo Záhřeb (Chorvatsko) - (prohra 1:4 doma), Celtic FC (Skotsko) - (prohra 1:5 venku), VfB Stuttgart (Německo) - (prohra 1:3 doma) a Girona FC (Španělsko) - (prohra 0:2 venku) a v konečné tabulce složené ze všech týmů postoupivších do ligové fáze skončili na 35. místě a do vyřazovací fáze nepostoupili. Celkem v této sezoně pohárové Evropy odehrál Kucka 11 zápasů a dal v nich dva góly, konkrétně v prvním duelu se Strugou. Na jaře 2025 vybojoval se Slovanem Bratislava po domácí výhře 4:3 nad celkem MŠK Žilina sedmý ligový titul v řadě. Po skončení ročníku ukončil z důvodu přetrvávajících zdravotních problémů s kolenem profesionální hráčskou kariéru.

### FC Baník Prievidza
V červnu 2025 se vrátil do Baníku Prievidza, kde začal svoji kariéru. S tehdejším nováčkem třetí ligy podepsal dvouletý amatérský kontrakt.

## Klubové statistiky
Aktuální k 21. červnu 2025
| Sezona    | Klub                   | Soutěž         | Zápasy | Góly |
| --------- | ---------------------- | -------------- | ------ | ---- |
| 2004/2005 | FO ŽP ŠPORT Podbrezová | 2. liga        | 2      | 0    |
| 2005/2006 | FO ŽP ŠPORT Podbrezová | 2. liga        | 19     | 2    |
| 2006/2007 | FO ŽP ŠPORT Podbrezová | 1. liga        | 21     | 1    |
| 2006/2007 | MFK Ružomberok         | Corgoň liga    | 6      | 0    |
| 2007/2008 | MFK Ružomberok         | Corgoň liga    | 25     | 5    |
| 2008/2009 | MFK Ružomberok         | Corgoň liga    | 18     | 3    |
| 2008/2009 | AC Sparta Praha        | Gambrinus liga | 12     | 3    |
| 2009/2010 | AC Sparta Praha        | Gambrinus liga | 20     | 5    |
| 2010/2011 | AC Sparta Praha        | Gambrinus liga | 13     | 3    |
| 2010/2011 | Janov CFC              | Serie A        | 17     | 0    |
| 2011/2012 | Janov CFC              | Serie A        | 26     | 2    |
| 2012/2013 | Janov CFC              | Serie A        | 33     | 3    |
| 2013/2014 | Janov CFC              | Serie A        | 11     | 2    |
| 2014/2015 | Janov CFC              | Serie A        | 34     | 2    |
| 2015/2016 | Janov CFC              | Serie A        | 1      | 0    |
| 2015/2016 | AC Milán               | Serie A        | 29     | 1    |
| 2016/2017 | AC Milán               | Serie A        | 30     | 3    |
| 2017/2018 | Trabzonspor            | Süper Lig      | 25     | 3    |
| 2018/2019 | Trabzonspor            | Süper Lig      | 8      | 0    |
| 2018/2019 | Parma Calcio 1913      | Serie A        | 18     | 4    |
| 2019/2020 | Parma Calcio 1913      | Serie A        | 26     | 6    |
| 2020/2021 | Parma Calcio 1913      | Serie A        | 28     | 7    |
| 2021/2022 | Watford FC (host.)     | Premier League | 26     | 1    |
| 2022/2023 | ŠK Slovan Bratislava   | Fortuna liga   | 28     | 6    |
| 2023/2024 | ŠK Slovan Bratislava   | Niké liga      | 23     | 3    |
| 2024/2025 | ŠK Slovan Bratislava   | Niké liga      | 7      | 0    |
| 2025/2026 | FC Baník Prievidza     | 3. liga        |        |      |

## Reprezentační kariéra
Juraj Kucka nastupoval v letech 2007-2008 za slovenskou jedenadvacítku.

### A-mužstvo
V A-mužstvu debutoval 19. listopadu 2008 v domácím přátelském utkání na Tehelném poli proti Lichtenštejnsku, jež skončilo vítězstvím Slovenska 4:0. Kucka nastoupil do utkání v 53. minutě, střídal na hřišti Branislava Obžeru.
Svůj první gól v seniorském reprezentačním dresu vsítil 10. srpna 2011 v přátelském utkání proti domácímu Rakousku, ve 21. minutě otevíral skóre zápasu, které Slovensko u svého souseda vyhrálo 2:1.
6. února 2013 nastoupil v Bruggách proti domácí Belgii. Slovensko sahalo po remíze, ale nakonec utkání prohrálo 1:2 gólem z 90. minuty. 22. března 2013 nastoupil v domácím kvalifikačním zápase v Žilině proti Litvě, který skončil remízou 1:1. Juraj měl několik dobrých střeleckých příležitostí, ale vytěžil z nich pouze střelu do tyče. Slovensko si tímto výsledkem značně zkomplikovalo situaci v kvalifikační skupině G na MS 2014 v Brazílii. Neprosadil se ani 26. března 2013 v přátelském utkání proti Švédsku, které skončilo bezbrankovou remízou. V srpnu 2013 jej povolal nový trenér Slovenska Ján Kozák k přátelskému střetnutí s domácím Rumunskem (14. srpna, remíza 1:1). Nastoupil v odvetném kvalifikačním zápase s Bosnou a Hercegovinou 10. září 2013 v Žilině, Slovensko podlehlo svému balkánskému soupeři 1:2 a ztratilo naději alespoň na baráž o Mistrovství světa 2014 v Brazílii. Druhou branku v A-týmu si připsal 15. listopadu 2013 na Městském stadionu ve Vratislavi proti domácímu Polsku, kde vstřelil ve 30. minutě vítězný gól zápasu, který skončil výsledkem 2:0 pro Slovensko.
9. října 2014 vstřelil první gól v kvalifikačním zápase na EURO 2016 proti Španělsku, brankář Iker Casillas nedokázal jeho střelu vyrazit. Slovensko vyhrálo 2:1 a po úvodní výhře nad Ukrajinou potvrdilo výborný vstup do kvalifikace. Se slovenskou reprezentací slavil 12. října 2015 postup na EURO 2016 ve Francii (historicky první pro Slovensko v éře samostatnosti). Se Slovenskem po úspěšné baráži (výhry 1:0 po penaltovém rozstřelu nad Irskem a 2:1 po prodloužení se Severním Irskem) postoupil také na Mistrovství Evropy 2020.

### Mistrovství světa 2010
Reprezentační trenér Vladimír Weiss jej nominoval pro Mistrovství světa ve fotbale 2010 v Jihoafrické republice, ačkoli Juraj neabsolvoval jediný kvalifikační zápas. Vyplatilo se mu to, Kucka patřil mezi nejlepší hráče ve Weissově výběru.
Slovensko se 15. června utkalo na Mistrovství světa ve svém prvním utkání v základní skupině F s nováčkem šampionátu Novým Zélandem, Kucka nastoupil na hřiště v závěru utkání (91. minuta) za stavu 1:0, kdy střídal Vladimíra Weisse ml., Slovensko vítězství neudrželo, v 93. minutě zařídil konečnou remízu 1:1 hlavičkující Winston Reid.

Ve druhém utkání 20. června 2010 podlehlo Slovensko jihoamerickému mužstvu Paraguaye 0:2, avšak do tohoto zápasu Kucka nezasáhl.

24. června 2010 ve třetím zápase Slovenska v základní skupině proti Itálii nastoupil v základu a podal výborný výkon, pomohl tak reprezentaci k vítězství 3:2 a postupu do osmifinále ze druhého místa na úkor Itálie. Slovenský záložník asistoval ve 25. minutě na prvním gólu Róberta Vitteka.
V osmifinále se Slovensko střetlo Nizozemskem, v nastaveném čase (94. minuta) snižoval Vittek z pokutového kopu na konečných 1:2, tento výsledek posunul do čtvrtfinále turnaje pozdějšího vicemistra Nizozemsko. Juraj Kucka odehrál opět celý zápas a dostal žlutou kartu.

### EURO 2016
Trenér Ján Kozák jej zařadil do 23členné nominace na EURO 2016 ve Francii, kam se Slovensko probojovalo poprvé v éře samostatnosti.
V prvním utkání nastoupil proti Walesu, Slovensko prohrálo 1:2. Ve druhém zápase proti Rusku byl u výhry 2:1 a v posledním zápase základní skupiny proti Anglii uhrál se spoluhráči remízu 0:0. Slovenští fotbalisté skončili se 4 body na třetím místě tabulky, v osmifinále se představili proti reprezentaci Německa (porážka 0:3, Kucka nastoupil) a s šampionátem se rozloučili.

### EURO 2020
Byl součástí slovenského reprezentačního výběru na EURU 2020, kam jej nominoval kouč Štefan Tarkovič. Se slovenskou reprezentací skončil ve skupině po výhře 2:1 nad Polskem a prohrách 0:1 se Švédskem a 0:5 se Španělskem na třetím místě a do osmifinále s ní nepostoupil.

### EURO 2024
Se Slovenskem postoupil na EURO 2024 v Německu. V červnu 2024 jej tehdejší trenér slovenské reprezentace, Ital Francesco Calzona, nominoval na tento turnaj. Se slovenskou reprezentací skončil ve skupině E v konfrontaci s repre Belgie (výhra 1:0), Ukrajiny (prohra 1:2) a Rumunska (remíza 1:1) se čtyřmi body na třetím místě tabulky a představil se s ní v osmifinále, kde se spoluhráči vypadli po prohře 1:2 po prodloužení s Anglií. Kucka na turnaji odehrál všechny zápasy.

### Reprezentační zápasy a góly

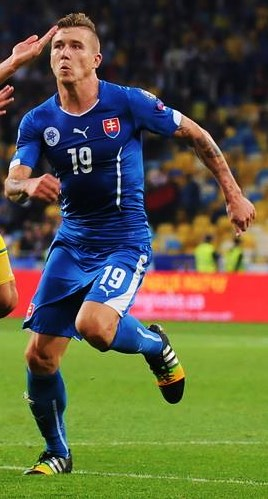
Juraj Kucka v reprezentačním dresu (2014)

Zápasy Juraje Kucky za A-mužstvo Slovenska
| 2008                | 1   | 0  |
| 2009                | 4   | 0  |
| 2010                | 9   | 0  |
| 2011                | 6   | 1  |
| 2012                | 6   | 0  |
| 2013                | 9   | 1  |
| 2014                | 4   | 2  |
| 2015                | 6   | 0  |
| 2016                | 9   | 2  |
| 2017                | 3   | 0  |
| 2018                | 7   | 1  |
| 2019                | 8   | 2  |
| 2020                | 7   | 1  |
| 2021                | 11  | 0  |
| 2022                | 5   | 1  |
| 2023                | 9   | 2  |
| 2024                | 8   | 1  |
| Celkem              | 112 | 14 |
| Platí k 19. 9. 2024 |     |    |

Góly Juraje Kucky za A-mužstvo Slovenska
| 010                 | 10.08. 2011  | Hypo-Arena, Klagenfurt, Rakousko                 | Rakousko      | 00:1 0(21.) | 1:2     | Přátelský zápas                          |
| 020                 | 15. 11. 2013 | Městský stadion, Vratislav, Polsko               | Polsko        | 00:1 0(31.) | 0:2     | Přátelský zápas                          |
| 03                  | 09. 10. 2014 | Štadión pod Dubňom, Žilina, Slovensko            | Španělsko     | 01:0 0(17.) | 2:1     | Kvalifikace na EURO 2016                 |
| 04                  | 15. 11. 2014 | Arena Filip II Makedonski, Skopje, Makedonie     | Makedonie     | 00:10(25.)  | 0:2     | Kvalifikace na EURO 2016                 |
| 05                  | 29.05. 2016  | WWK Arena, Augsburg, Německo                     | Německo       | 01:30(52.)  | 1:3     | Přátelský zápas                          |
| 06                  | 11. 11. 2016 | City Arena Trnava, Trnava, Slovensko             | Litva         | 02:00(15.)  | 4:0     | Kvalifikace na MS 2018                   |
| 07                  | 16. 11. 2018 | City Arena Trnava, Trnava, Slovensko             | Ukrajina      | 02:00(26.)  | 4:1     | Liga národů UEFA 2018/19 – Liga B1       |
| 08                  | 11.06. 2019  | Bakcell Arena, Baku, Ázerbájdžán                 | Ázerbájdžán   | 00:20(27.)  | 1:5     | Kvalifikace na EURO 2020                 |
| 09                  | 10. 10. 2019 | City Arena Trnava, Trnava, Slovensko             | Wales         | 01:10(53.)  | 1:1     | Kvalifikace na EURO 2020                 |
| 10                  | 12. 11. 2020 | Bakcell Arena, Belfast, Severní Irsko            | Severní Irsko | 00:10(17.)  | 1:2 pr. | Kvalifikace na EURO 2020 - finále baráže |
| 11                  | 17. 11. 2022 | Stadion Pod Goricom, Podgorica, Černá Hora       | Černá Hora    | 00:20(47.)  | 2:2     | Přátelský zápas                          |
| 12                  | 17.06. 2023  | Laugardalsvöllur, Reykjavík, Island              | Island        | 00:10(27.)  | 1:2     | Kvalifikace na EURO 2024                 |
| 13                  | 16. 11. 2023 | Národný futbalový štadión, Bratislava, Slovensko | Island        | 01:10(30.)  | 4:2     | Kvalifikace na EURO 2024                 |
| 14                  | 9.06. 2024   | City Arena Trnava, Trnava, Slovensko             | Wales         | 01:00(45.)  | 4:0     | Přátelský zápas                          |
| Platí k 15. 6. 2024 |              |                                                  |               |             |         |                                          |